# Филипп (Васильцев)
Архимандри́т Фили́пп (в миру Андрей Всеволодович Васильцев; род. 26 декабря 1969, Саратов) — священнослужитель Русской православной церкви, архимандрит, настоятель подворья Московского патриархата в Бейруте (с 2018); ранее — настоятель Подворья Московского патриархата в Софии и представитель патриарха Московского при Болгарском патриархе (2011—2018).

## Биография
Родился 26 декабря 1969 года в Саратове в семье потомственных священнослужителей.
В 1987 году окончил среднюю школу № 10 в Саратове и с 1987 по 1992 годы обучался на филологическом факультете Московского государственного университета им. М. В. Ломоносова по специальности «Русский язык и литература», где его одногруппником был Псой Короленко.
В 1998 году заочно окончил Киевскую духовную семинарию.
С июля 1992 по октябрь 1999 года состоял в братии Свято-Данилова монастыря в Москве, где 18 марта 1993 года наместником Даниловской обители архимандритом Алексием (Поликарповым) был пострижен в мантию с наречением имени Филипп.
26 апреля 1993 года в Троицком соборе Свято-Данилова монастыря патриархом Московским и всея Руси Алексием II был рукоположён в сан иеродиакона, а 9 июня 1994 года ― в Никольском соборе Перервинского монастыря в сан иеромонаха.
С 1998 по 2004 годы обучался на экстернате Киевской духовной академии.
6 октября 1999 года решением Священного Синода направлен в распоряжение епископа Корсунского Иннокентия.
С октября 1999 по октябрь 2001 года — клирик Трёхсвятительского подворья в Париже и по совместительству с июня 2000 года ― настоятель прихода Святой Троицы и Новомучеников и исповедников Российских в г. Ванве (предместье Парижа).
С 7 октября 2001 по 21 августа 2007 года являлся клириком Свято-Никольского ставропигиального прихода в Риме.
21 августа 2007 года назначен клириком прихода святой великомученицы Екатерины в Риме, а с 17 января 2008 года назначен секретарем управляющего приходами Московского Патриархата в Италии.
В январе 2009 года был участником Поместного собора Русской православной церкви от клириков Патриарших приходов в Италии.
30 мая 2011 года решением Священного Синода (журнал № 62) освобожден от должности клирика храма святой великомученицы Екатерины в Риме и назначен настоятелем Патриаршего подворья в Софии.
3 июля 2011 года принял участие в торжествах случаю 40-летия Первосвятительской интронизации Патриарха Болгарского Максима, прошедших в Патриаршем кафедральном соборе во имя святого благоверного князя Александра Невского в Софии.
4 июля 2011 года вступил в должность представителя Святейшего Патриарха Московского и всея Руси при Святейшем Патриархе Болгарском.
Служение игумена Филиппа в Болгарии было омрачено конфликтом на приходе, который широко освящался в СМИ
24 февраля 2013 года в Никольском храме в Софии митрополитом Волоколамским Иларионом (Алфеевым) возведён в сан архимандрита.
11 марта 2013 года по сообщению некоторых СМИ после ноты протеста МИД Болгарии архимандрит Филипп был вынужден покинуть Болгарию, однако эта информация оказалась ложной, а отъезд из Болгарии носил краткосрочный характер и был связан с необходимостью получения долгосрочной болгарской визы.
Однако уже 18 июня 2013 года был принят Патриархом Болгарским Неофитом в Синодальной палате, передав последнему письмо Патриарха Московского и всея Руси Кирилла с приглашением посетить торжества, посвященные 1025-летию Крещения Руси.
7 марта 2018 года решением Священного Синода назначен настоятелем Подворья Русской Православной Церкви в Бейруте, Ливан с освобождением от должности настоятеля Подворья Русской Православной Церкви в Софии, Болгария.
27 мая 2022 года решением Священного Синода РПЦ назначен Представителем Патриарха Московского и всея Руси при Патриархе Великой Антиохии и всего Востока  с сохранением за ним временного исполнения обязанностей настоятеля Подворья в Ливане

## Семья
- Дед — протоиерей Стафан Васильцев, клирик Духосошественского собора в Саратове.
- Отец — протоиерей Всеволод Степанович Васильцев (впоследствии — архиепископ Кировоградский и Александрийский Василий).
- Мать — Агафья Даниловна Васильцева (†1971)

## Публикации
- Василий (Васильцев) // Православная энциклопедия. — М., 2004. — Т. VII : Варшавская епархия — Веротерпимость. — С. 78-79. — 39 000 экз. — ISBN 5-89572-010-2.
- История русской православной общины в Риме // Журнал Московской Патриархии. 2006. — № 6. — С. 40-43.
- Святейший Патриарх Болгарский, митрополит Софийский Максим (Минков) // Журнал Московской Патриархии. 2012. — № 12. — С. 84-87.
- Россия — Болгария: образы духовного единства // Церковь. Богословие. История: материалы III Международной научно-богословской конференции (Екатеринбург, 6-7 февраля 2015 г.). — Екатеринбург: Информ.-изд. отдел ЕДС, 2015. — 649 с. — C. 602—611
- Неофит (Димитров) // Православная энциклопедия. — М., 2017. — Т. XLVIII : Муромский в честь Успения Пресвятой Богородицы мужской монастырь — Непал. — С. 697-698. — 30 000 экз. — ISBN 978-5-89572-055-4.